# Neuquenitrigonia
Neuquenitrigonia is een uitgestorven geslacht van tweekleppigen uit de  familie van de Trigoniidae. 

## Soort
- Neuquenitrigonia huenickeni (Leanza & Garate, 1985) †